# قسم فاروج الريفي (مقاطعة فاروج)
قسم فاروج الريفي (بالفارسية: دهستان فاروج) هي منطقة ريفية تقع في قسم في إيران. يقدر عدد سكانها بـ 7,488 نسمة .